# Phrynus
Pour les articles homonymes, voir Admetus.
Genre
Synonymes
- Tarantula Fabricius, 1793
- Admetus C. L. Koch, 1850
- Neophrynus Kraepelin, 1895

Phrynus est un genre d'amblypyges de la famille des Phrynidae.

## Distribution
Les espèces de ce genre se rencontrent en Amérique sauf Phrynus exsul d'Indonésie.

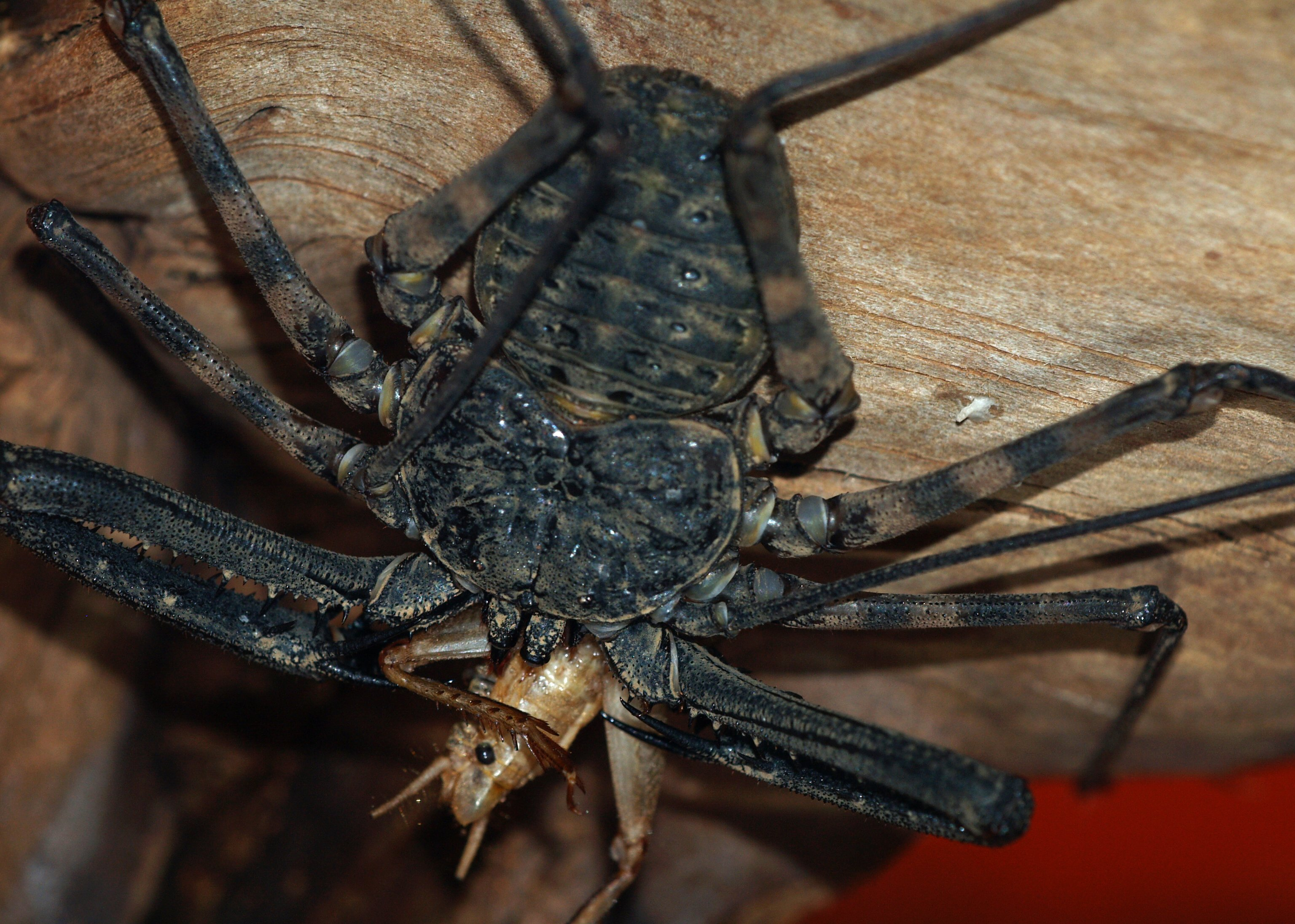
Phrynus

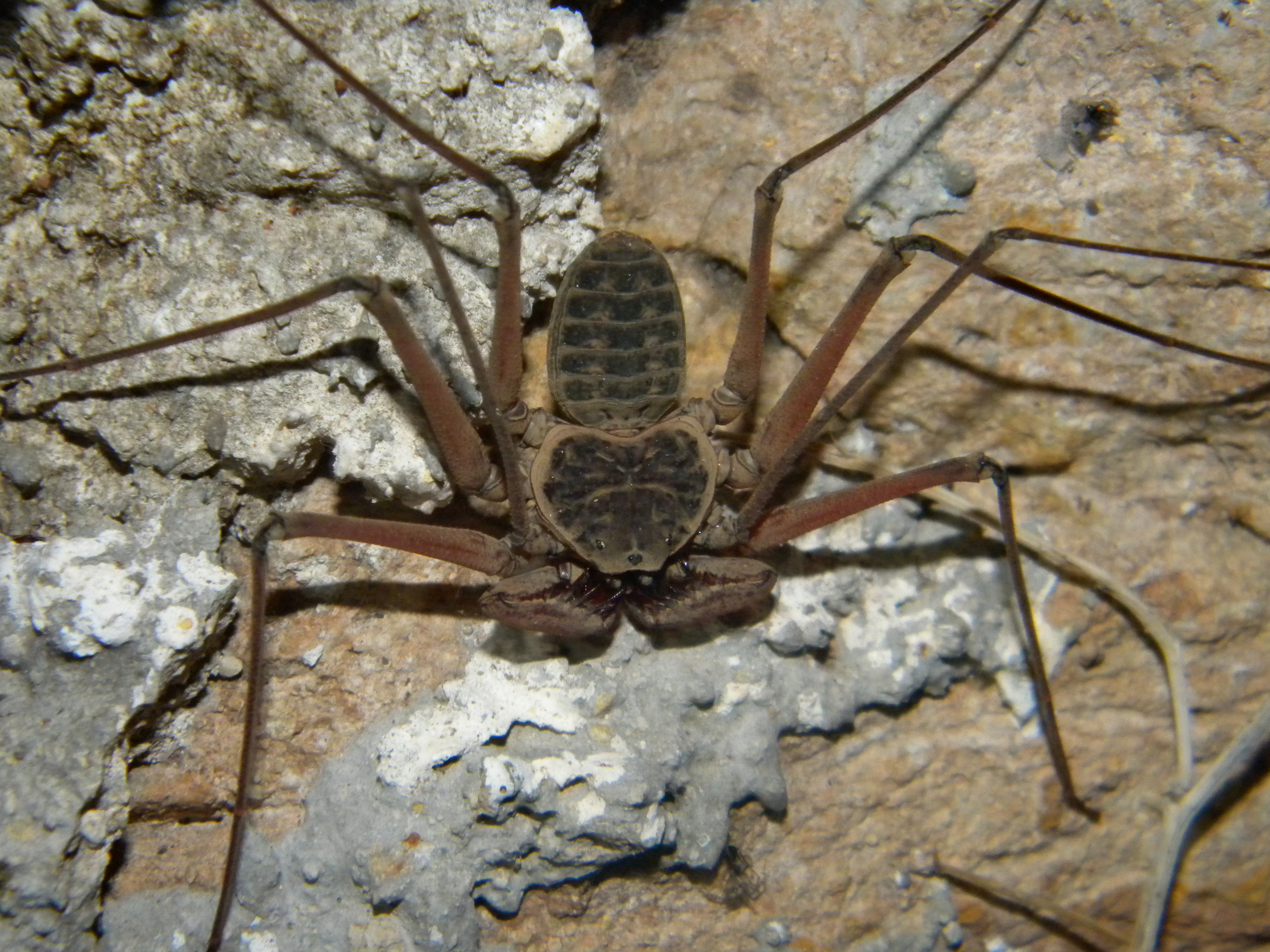
Phrynus

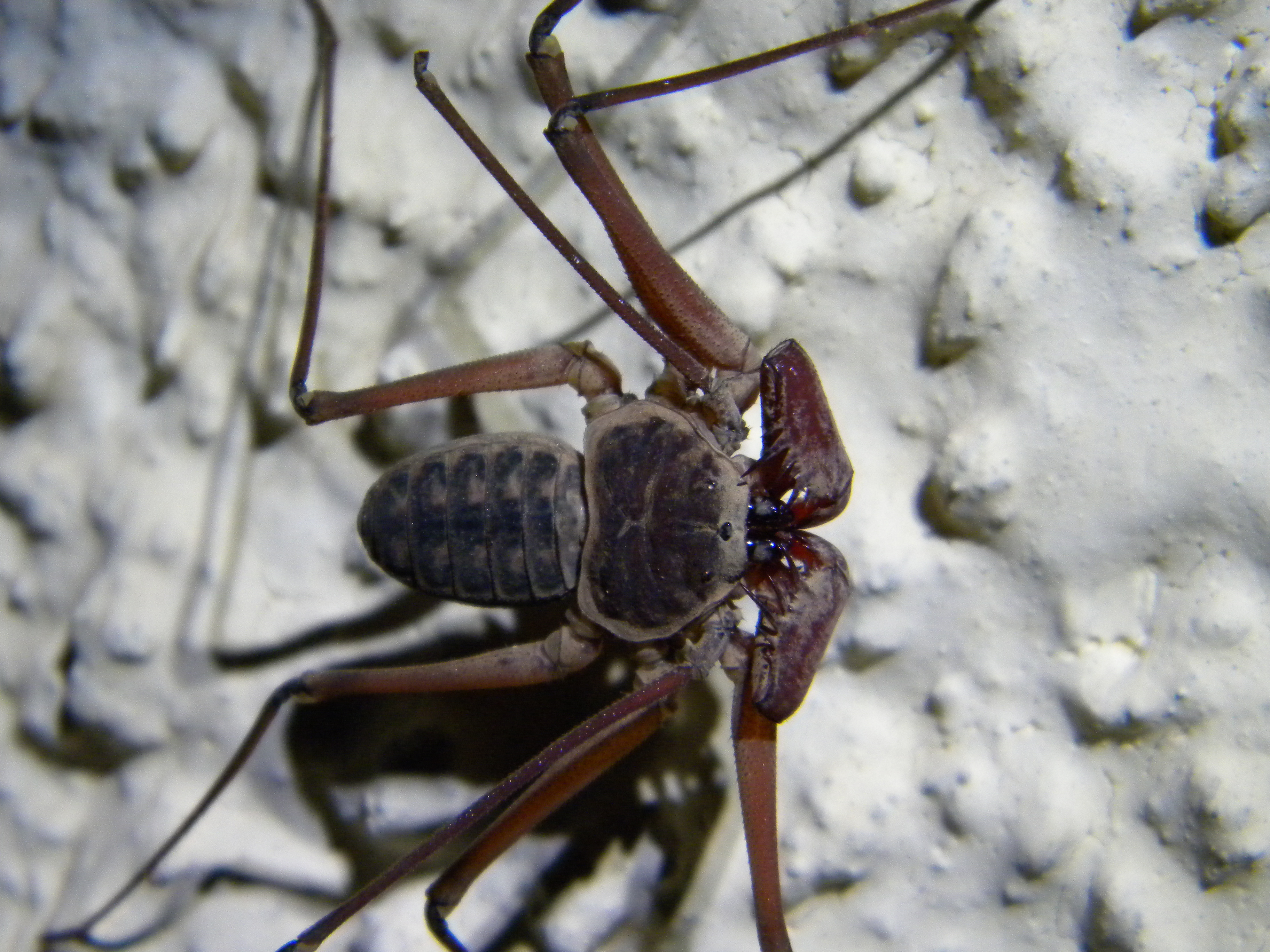
Phrynus

## Liste des espèces
Selon Whip spiders of the World (version 1.0) :
- Phrynus alejandroi Armas & Teruel, 2010
- Phrynus araya Colmenares & Villareal, 2008
- Phrynus asperatipes Wood, 1863
- Phrynus barbadensis (Pocock, 1894)
- Phrynus cozumel Armas, 1995
- Phrynus damonidaensis Quintero, 1981
- Phrynus decoratus Teruel & Armas, 2005
- Phrynus eucharis Armas & González, 2002
- Phrynus exsul Harvey, 2002
- Phrynus garridoi Armas, 1994
- Phrynus gervaisii (Pocock, 1894)
- Phrynus goesii Thorell, 1889
- Phrynus hispaniolae Armas & González, 2002
- Phrynus hoffmannae Armas & Gadar, 2004
- Phrynus kennidae Armas & González, 2002
- Phrynus levii Quintero, 1981
- Phrynus longipes (Pocock, 1894)
- Phrynus maesi Armas, 1995
- Phrynus marginemaculatus C.L. Koch, 1840
- Phrynus noeli Armas & Pérez, 1994
- Phrynus operculatus Pocock, 1902
- Phrynus palenque Armas, 1995
- Phrynus panche Armas & Angarita Arias, 2008
- Phrynus parvulus Pocock, 1902
- Phrynus pinarensis Franganillo, 1930
- Phrynus pinero Armas & Ávila Calvo, 2000
- Phrynus pseudoparvulus Armas & Víquez, 2002
- Phrynus pulchripes (Pocock, 1894)
- Phrynus santarensis (Pocock, 1894)
- Phrynus tessellatus (Pocock, 1894)
- Phrynus whitei Gervais, 1842
- † Phrynus mexicanus Poinar & Brown, 2004
- † Phrynus resinae (Schawaller, 1979)

et décrites depuis :
- Phrynus alfonsoi Joya, 2021
- Phrynus aliciae Joya, 2021
- Phrynus calypso Joya, 2017
- Phrynus giseae Joya, 2021
- Phrynus guarionexi Seiter, Strobl, Schwaha, Prendini & Schramm, 2022
- Phrynus jalisco Armas, Guzman & Francke, 2014
- Phrynus perrii Abadallan Guzman, Joya & Francke, 2015
- Phrynus purepechas Armas, Quijano-Ravell & Ponce-Saavedra, 2017
- Phrynus similis Armas, Viquez & Trujillo, 2013
- Phrynus tresmarias Joya, 2021

## Systématique et taxinomie
Ce genre a été décrit par Lamarck en 1801.
Admetus a été placé en synonymie par Pocock en 1894.
Neophrynus a été placé en synonymie par Pocock en 1902.
Phrynus fossilis Keferstein, 1834, Phrynus fuscimanus C. L. Koch, 1847 et Phrynus pavesii Fenizia, 1897 sont des nomina dubia.

## Publication originale
- Lamarck, 1801 : Système des Animaux sans vertèbres, ou tableau général des classes, des ordres et des genres de ces animaux. Paris, p. 1-432.